# Parikkala
Parikkala è un comune finlandese di 4438 abitanti, situato nella regione della Carelia Meridionale.
Il centro è situato lungo la linea ferroviaria che collega Helsinki a Joensuu, in prossimità della frontiera con la Russia. La città di Imatra dista circa 60 km verso sud.

## Storia

### Simboli

Stemma di Parikkala

L'attuale stemma di Parikkala è stato concesso il 21 giugno 2005.
Le tre croci sono riprese dallo stemma precedente e rappresentano le località che hanno formato il comune. Parikkala si trova lungo il confine con la Russia, posizione simbolizzata dalla linea di partizione. Gran parte dell'area dell'antico comune si trova oggi in territorio russo.

Vecchio stemma di Parikkala (1956–2005)

In precedenza era in uso uno stemma adottato il 14 novembre 1956:
Le croci si riferivano alle tre parrocchie che formavano il comune. Il pesce era simbolo dell'importante attività locale della pesca.